# Kicar
Kicar é um assentamento no município de Ptuj, no nordeste da Eslovênia. Tradicionalmente, a área fazia parte da Estíria. Está agora incluído com o resto do município na Região Estatística de Drava.